# 阿列克谢·尼坎奇科夫
阿列克谢·弗拉基米罗维奇·尼坎奇科夫（俄语：Алексей Владимирович Никанчиков，1940年7月30日—1972年1月28日），苏联男子击剑运动员。他曾获得1966年、1967年和1970年世界击剑锦标赛男子重剑个人冠军。他也在1968年夏季奥运会上获得男子重剑团体银牌。